# Forever dream
Forever dream is het zesde album van Phil Thornton. Het bevat opnamen van een concert dat Thornton en onderstaande musici gaven gedurende de zonnewende in de Findhorn Foundation Universal Hall. Volgens Thornton is de muziek geïnspireerd op de droomverhalen van de Aborigenes in Australië, muziek uit Schotland en de uitgestrekte woestijnen in het Verre Oosten. Findhorn is een juiste plek voor de muziek van Thornton, nabij dat dorp ligt een ecodorp, dat ooit gesticht is als commune.

## Musici
- Phil Thornton – toetsinstrumenten, waaronder Moog, blokfluit, e-bow gitaar, drumcom, Sequencer, Korg MS20 / MS50 / SQ10.
- Alvin Kramer – toetsinstrumenten: Roland D50, JX3p, Casio CZ1000.
- Malcolm Levon – toetsinstrumenten: Yamaha DX7, Mirage.
- Chris Power – akoestische gitaar.
- Craig Gibson – didgeridoo.

## Muziek
| Nr. | Titel                                   | Duur  |
| --- | --------------------------------------- | ----- |
| 1.  | Forever dream (part one)                | 8:45  |
| 2.  | Forever dream (part two)                | 8:21  |
| 3.  | Forvere dream (part three)              | 4:59  |
| 4.  | Terra Nova                              | 12:48 |
| 5.  | Oasis                                   | 7:10  |
| 6.  | Sirocco                                 | 4:31  |
| 7.  | Forever dream (part one) (studioversie) | 3:46  |